# Oddworld Inhabitants
Oddworld Inhabitants Inc. é uma desenvolvedora de jogos eletrônicos fundada em 1994 por Sherry McKenna e Lorne Lanning, mais conhecidos pela série Oddworld. O primeiro jogo desenvolvido pela Oddworld Inhabitants é Oddworld: Abe's Oddysee, de 1997. O mais recente é Oddworld: Stranger's Wrath, de 2005.
Atualmente, eles estão desenvolvendo um novo jogo, Oddworld: New 'n' Tasty! que tem previsão para lançamento no segundo semestre de 2014.